# Familywald
Koordinaten: 46° 40′ 39″ N, 13° 59′ 36″ O
Der Familywald ist ein Naturfreizeitpark in Ossiach in Kärnten, Österreich. Er ist am Ossiacher See gelegen.

## Geschichte
Die Eröffnung erfolgte 2014. Der Park wurde seitdem jedes Jahr erweitert, 2021 auf 30.000 m². 2017 wurde die erste Waldachterbahn „Fly-Line“ Österreichs eröffnet und in Betrieb genommen. 2021 erfolgte die Installation und Inbetriebnahme des ersten Treenets Abenteuers im mitteleuropäischen Raum.

## Themenbereiche
- Waldachterbahn „Fly-Line“: Kurvenflug durch den Buchenurwald ab 2 Jahren.
- Baumwipfelpfad: Hängebrücken und Baumplattformen mit bis zu 6 m Durchmesser direkt in den Baumkronen. Geeignet für alle Altersklassen.
- Erlebnisweg: Erlebnisorientierte Stationen im Familywald für alle Altersklassen (z. B.: interaktive Tiere, Wikinger Schiff, Musikstation, Waldbaden, Kleinkinder Motorik Training)
- Kletterwald: Über 150 Kletterübungen in den Bäumen mit 4 Schwierigkeitsgraden ab 6 Jahren.
- Waldspielplatz: Spielplatz im Familywald für alle Altersklassen (z. B.: zweistöckiges Baumhaus, Balancierweg, Niederseilparcour, Baumhaus mit Rutsche)
- Treenets Abenteuer: Entdeckerabenteuer in einer Netzinstallation von 1000 m² direkt in den Bäumen mit verschiedenen Attraktionen wie z. B. Rutschen. Geeignet ab 3 Jahren.
- Schausteller wie beispielsweise Zauberer, Streichelzoo, Kinderschmink-Artists und andere Straßenkünstler unterhalten die Besucher zu den Hauptgeschäftszeiten.